# Bruno Echagaray
Bruno Echagaray (* 8. Mai 1983 in Mexiko-Stadt) ist ein ehemaliger mexikanischer Tennisspieler.

## Karriere
Bereits auf der ITF Junior Tour war Echagaray erfolgreich, er spielte bei drei der vier Grand-Slam-Turniere. Bei den Wimbledon Championships stand er 2001 mit Santiago González im Doppelfinale und verlor dieses gegen Frank Dancevic und Giovanni Lapentti. Seine beste Platzierung bei den Junioren war ein 6. Rang im Januar 2001.
Bei den Profis spielte er 1999, als 16-Jähriger, seine ersten Turniere auf der ITF Future Tour und höher dotierten ATP Challenger Tour. Auf erstgenannten gewann er ein Jahr später seinen ersten von 20 Doppeltiteln. Zu seinem Debüt für die mexikanische Davis-Cup-Mannschaft kam er 2001 in der Partie gegen Argentinien. Er verlor sowohl sein Einzel gegen Gastón Gaudio als auch die Doppelpartie. Kurz darauf gab er seine Premiere auf der ATP World Tour. In Acapulco erhielt er eine Wildcard für das Doppelfeld. Er verlor an der Seite von González die Auftaktpartie. Während er in der Folgezeit auf der Future Tour weitere Titel gewann, gelang ihm auf der Challenger Tour nur ein Halbfinaleinzug. Er beendete das Jahr 2002 im Einzel in den Top 500, im Doppel in den Top 300.
Seinen ersten Erfolg auf Challenger-Level hatte Echagaray 2004 in León. Er gewann mit Miguel Gallardo Valles die Doppelkonkurrenz und schaffte dadurch erstmals den Sprung in die Top 200. Im Juni belegte er mit dem 162. Rang seinen Bestwert in der Weltrangliste. Diese Platzierung konnte er jedoch nicht halten und er rangierte in der Folgezeit um den 300. Rang. 2005 erreichte er in Puebla sein erstes Einzelfinale auf der Challenger Tour. Ein Jahr später stand er in zwei weiteren Finals, wodurch er zum ersten Mal in die Top 200 im Einzel eindrang. Echagaray trat bei den French Open 2007 in der Qualifikation an, wo er in der ersten Runde scheiterte. Bei den US Open überstand er die Qualifikation – er schlug u. a. den Top-100-Spieler Robin Haase – und stand in seinem ersten Hauptfeld eines Grand-Slam-Turniers. Dort traf er auf Mardy Fish, die damalige Nummer 40 der Welt, gegen den er glatt in drei Sätzen verlor. Er erreichte mit dem 156. Rang in diesem Jahr seinen Karrierehöchstwert im Einzel.
Zu Beginn der Saison 2008 sorgte Echagaray in Dallas für Aufsehen. Im Tie-Break des dritten Satzes bei Matchball gegen sich wurde bei seinem zweiten Aufschlag ein Fußfehler gegeben, wodurch er seine Auftaktpartie gegen Jesse Witten verlor. Im April gelang ihm in León sein einziger Titel im Einzel. Im Doppel zog er 2009 in Acapulco in die zweite Runde ein, auf der Challenger Tour kam er nicht mehr über das Halbfinale hinaus. Im Davis Cup gewann er in der Partie gegen Jamaika seine beiden Einzel. Ende des Jahres beendete Echagaray seine aktive Karriere als Tennisspieler. Er wurde 2016 Teamchef der mexikanischen Fed-Cup-Mannschaft.

## Erfolge
| Legende (Anzahl der Siege)  |
| Grand Slam                  |
| ATP World Tour Finals       |
| ATP World Tour Masters 1000 |
| ATP World Tour 500          |
| ATP World Tour 250          |
| ATP Challenger Tour (3)     |

### Einzel

#### Turniersiege
| Nr. | Datum         | Turnier | Belag     | Finalgegner   | Ergebnis       |
| --- | ------------- | ------- | --------- | ------------- | -------------- |
| 1.  | 30. März 2008 | León    | Hartplatz | Ricardo Mello | 6:0, 3:6, 7:66 |

### Doppel

#### Turniersiege
| Nr. | Datum          | Turnier | Belag     | Partner                | Finalgegner                      | Ergebnis           |
| --- | -------------- | ------- | --------- | ---------------------- | -------------------------------- | ------------------ |
| 1.  | 18. April 2004 | León    | Hartplatz | Miguel Gallardo Valles | Frédéric Niemeyer Tripp Phillips | 6:4, 7:61          |
| 2.  | 10. Juni 2007  | Fürth   | Sand      | André Ghem             | Fabio Fognini Frederico Gil      | 7:61, 4:6, [13:11] |